# Ròcabrun
Ròcabrun (en francès Roquebrun) és un municipi occità del Llenguadoc, situat al departament de l'Erau, a la regió d'Occitània.

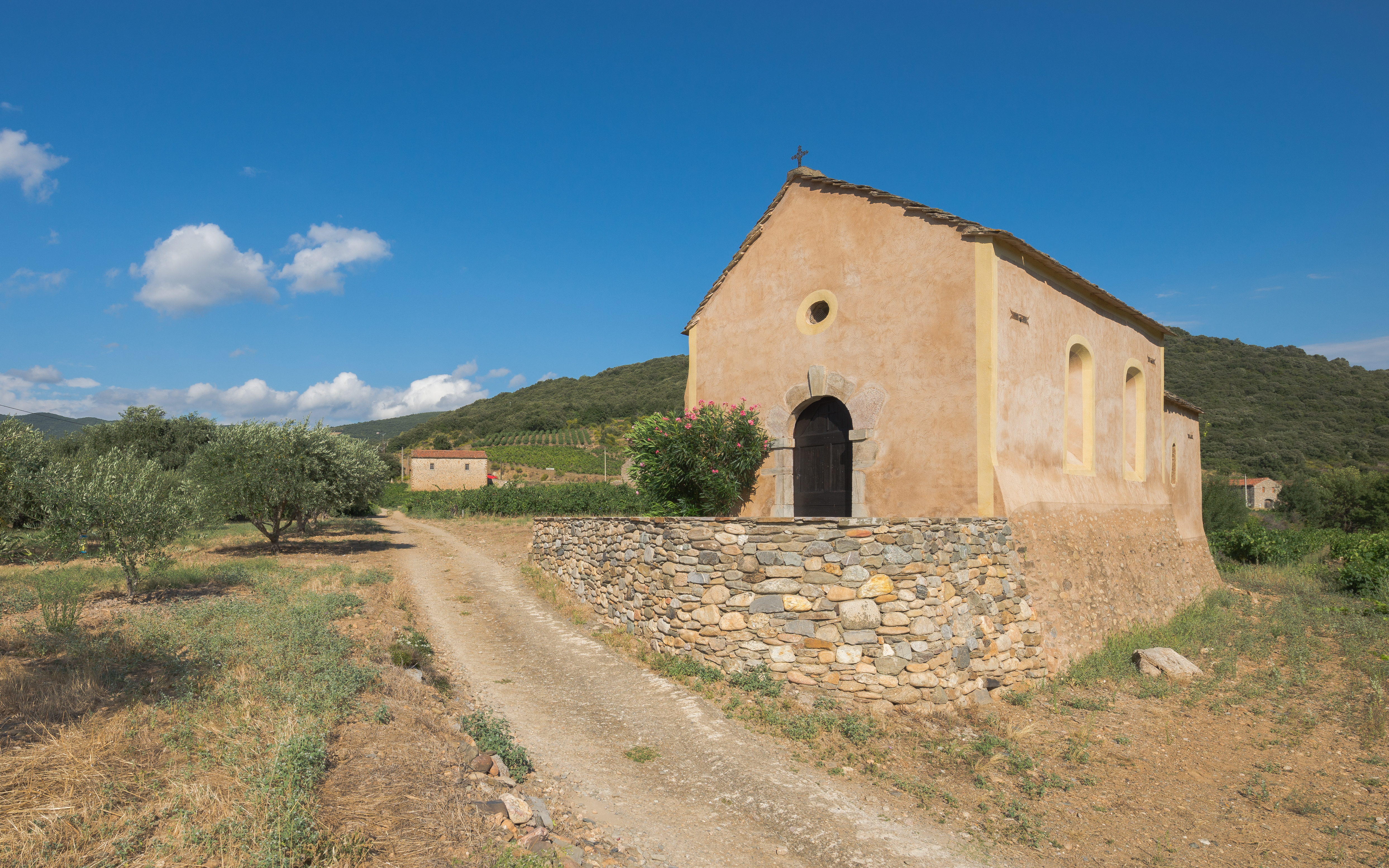

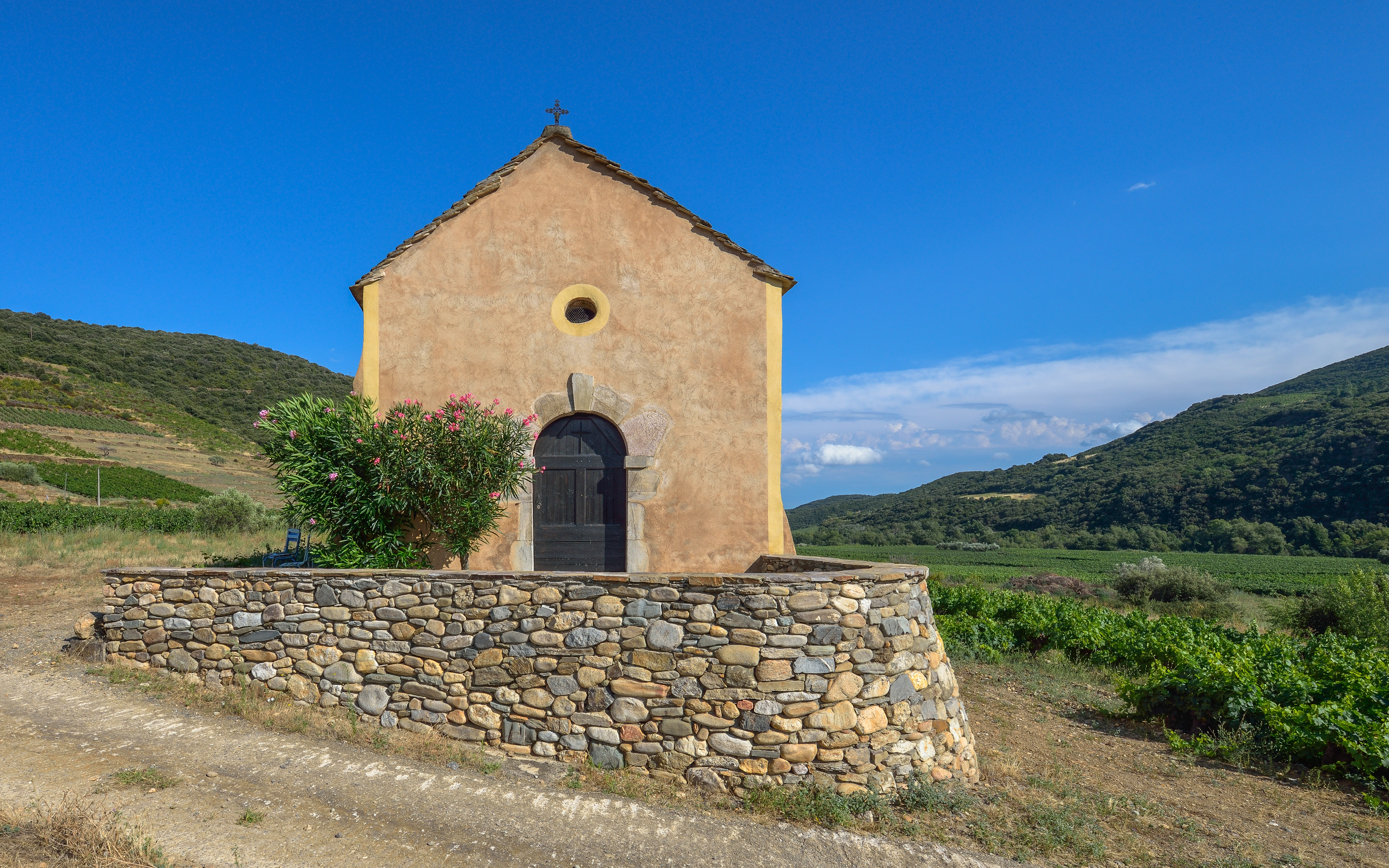

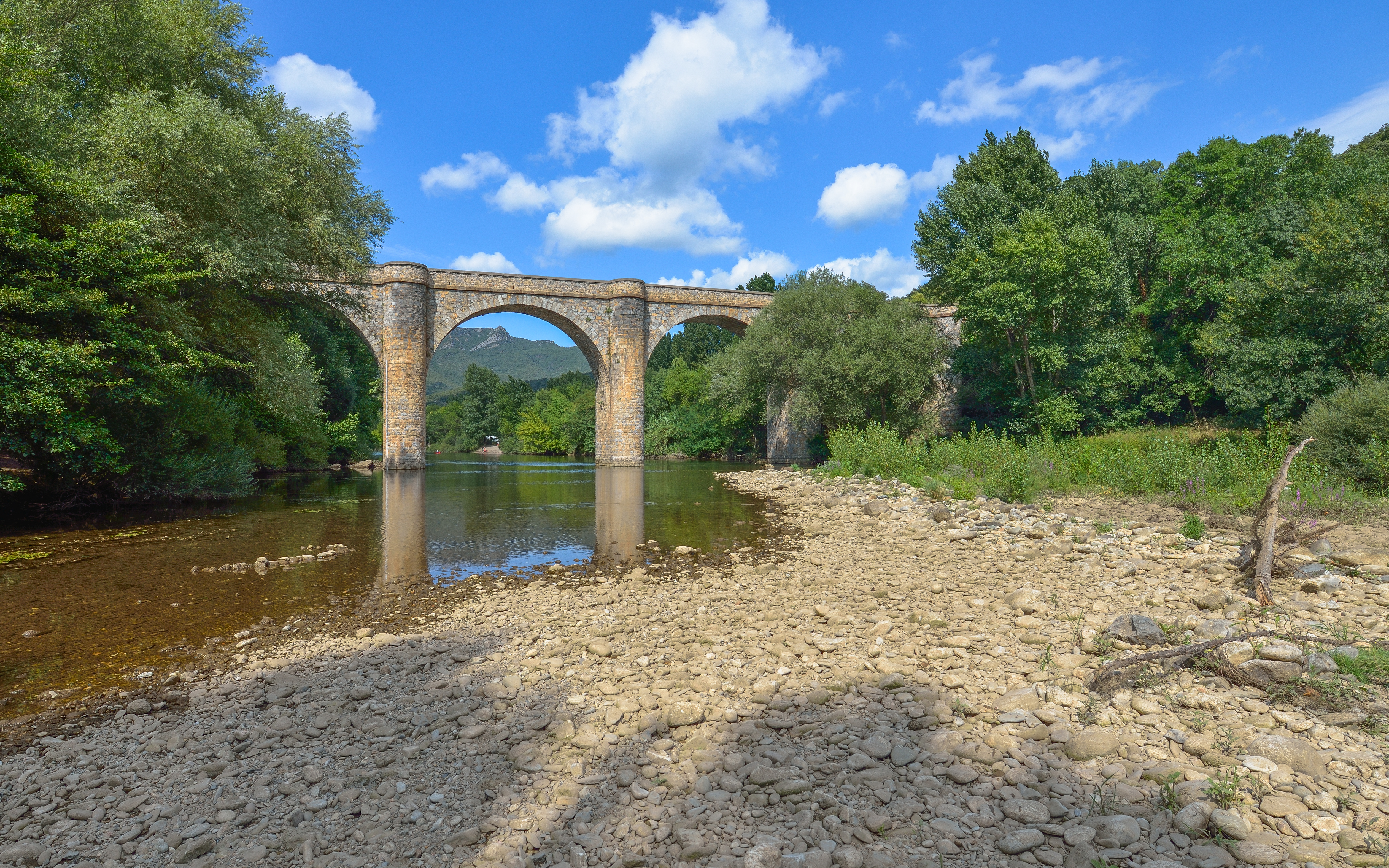

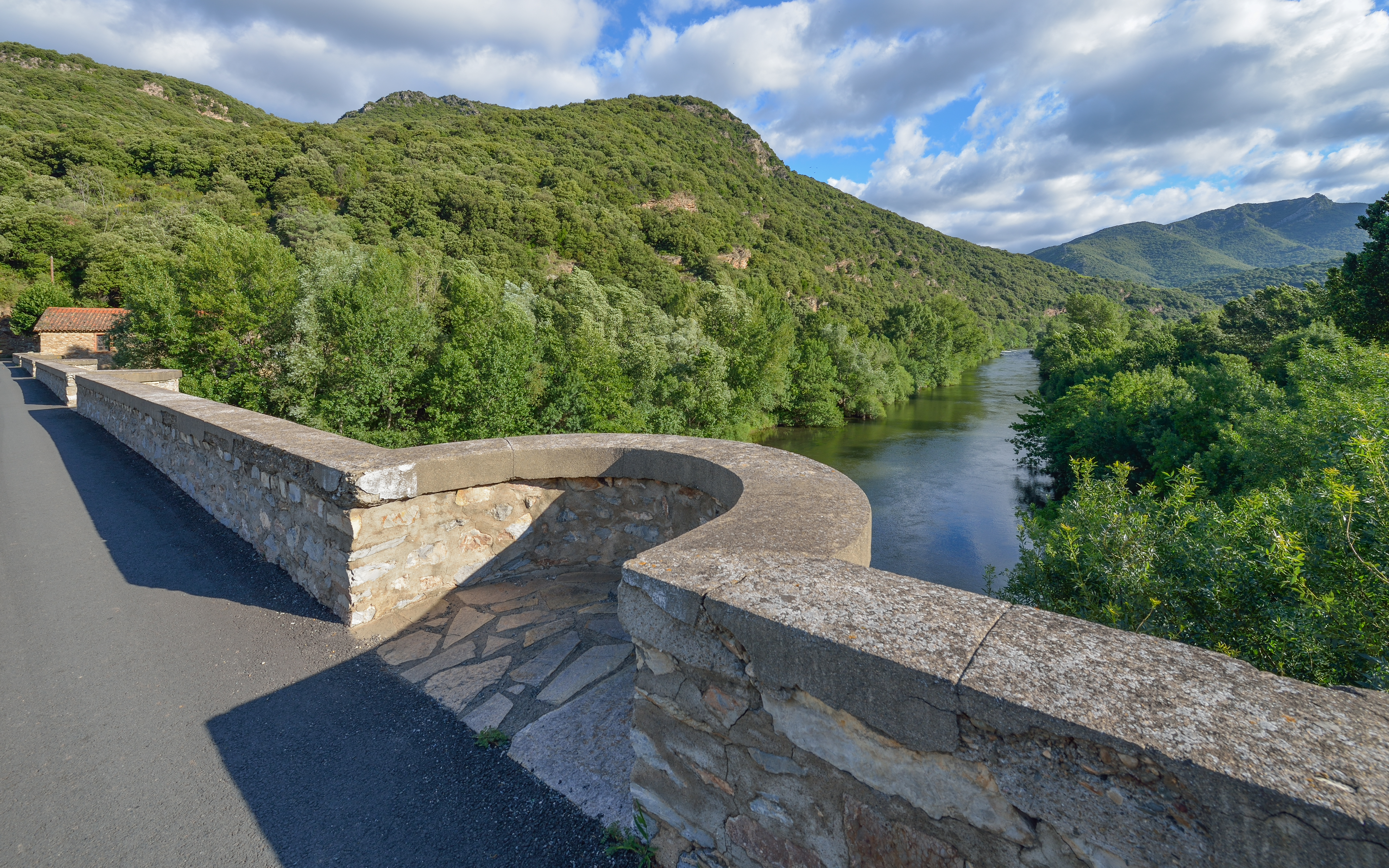